# Решётка Ханана

Решётка Ханана, сгенерированная для 5 точек

Решётка Ханана конечного множества точек на плоскости получается проведением вертикальных и горизонтальных линий через каждую точку из множества.
Основная причина изучения решётки Ханана вызвана фактом, что она заведомо содержит прямоугольное дерево Штайнера для S. Решётка названа в честь М. Ханана, кто первый исследовал прямоугольное минимальное дерево Штайнера и ввёл этот граф.